# Дійсна благодать
Дійсна благодать або незборима благодать — доктрина в християнському богослов'ї, один з п'яти пунктів кальвінізму. Вона вчить, що Божа дійсна благодать застосовується до тих, кого Він вирішив спасти (обраних), і у вибраний Богом час долає їхній опір послуху заклику Євангелія, приводячи їх до віри в Христа. 

## Доктрина
Згідно з кальвінізмом, той, хто отримує спасіння, робить це не з власної «вільної» волі, а завдяки суверенній благодаті Божій. Таким чином, люди піддаються благодаті, однак, варто зауважити, не тому, що їхнє моральне почуття гостріше або їхня віра міцніша, ніж в інших людей. Готовність і здатність виконувати Божу волю є свідченням вірності самого Бога у спасінні людей від влади й покарання гріха. Ба більше, оскільки людина настільки розпустна, вона не вирішить слідувати за Богом, та й не можна її про це просити. Тому Бог повинен втрутитися силою. Отож, кальвінізм вважає, що відродження повинно передувати вірі.
Жан Кальвін, говорячи про це втручання, стверджує, що «воно не є насильницьким, щоб люди були примушені зовнішньою силою; але це, однак, дієвий рух Святого Духа, який змушує людей, які раніше не бажали, ставати охочими», а Джон Гілл запевняє нас, що «цей акт залучення є актом влади, а не сили». Бог, притягаючи немічних, робить їх готовими в день Сили Своєї: просвічує розум, схиляє волю, дає серце тілесне, притягує силою благодаті Своєї, і в'яже розум, щоб прийти до Христа і віддатися Йому; притягує стрічками любові. Притягувати — це влада і вплив, але не завжди взаємодія і сила: музика притягує слух, дарує любов серцю, захоплює розум.
Джонатана Едвардса іноді цитують — зокрема, Роберт Чарльз Спроул — як такого, що називає непереборний поклик Бога «святим покликом духу», але ця фраза не з'являється в роботах Едвардса. Швидше за все, його придумав пуританський інтелектуал Перрі Міллер, і багато кальвіністів дистанціювалися від нього.